# Pseudosybroides
Pseudosybroides is een kevergeslacht uit de familie van de boktorren (Cerambycidae). De wetenschappelijke naam van het geslacht werd voor het eerst geldig gepubliceerd in 1979 door Breuning.

## Soorten
Pseudosybroides is monotypisch en omvat slechts de volgende soort:
- Pseudosybroides flavescens (Breuning, 1972)